# Icapuí
Icapuí is een gemeente in de Braziliaanse deelstaat Ceará. De gemeente telt 19.385 inwoners (schatting 2009).